# 乐少华

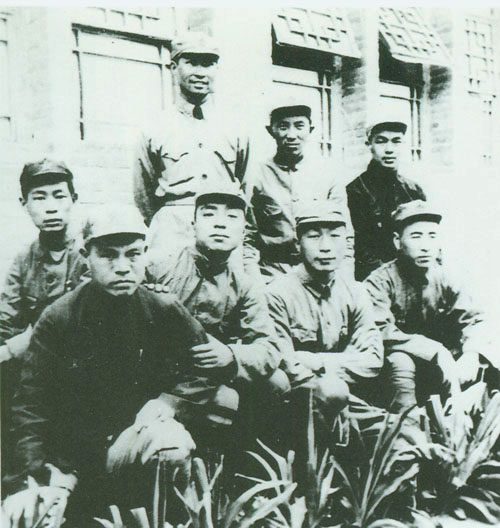
乐少华（蹲者左二）

乐少华（1903年—1952年1月15日），别名乐魁光，浙江省镇海县人，中国工农红军高级将领、中国人民解放军早期军工工业的主要领导人。
其妻浦代英，系邓小平之妻卓琳（浦琼英）之姐。

## 生平
1925年，乐少华参加“五卅”运动，任上海市区机器工会宣传委员，从事工人运动。并加入中国共产党。1927年参加过上海工人第三次武装起义，之后被派到苏联莫斯科孙逸仙大学学习。1931年，乐少华回国，在中共中央秘密机关工作。1932年3月被派往江西中央苏区，任军委直属队党总支书记，同年5月改任红五军团第十五军副政治委员。
1932年年秋，出任红七军政治委员，1933年6月任红三军团五师政治委员。11月，接替肖劲光任红七军团政治委员。1934年7月，红七军团奉命组成北上抗日先遣队，与军团长寻淮洲不和，据时任红七军团20师师长的粟裕回忆，乐少华对粟裕扣“反政治委员制度”的帽子，并长期对其限制和监视。红20师阻击李默庵（时任国军第四师师长）部，消灭一部分国军后，粟裕从前沿跑回请示是否继续追击。当时寻淮洲和乐少华坐在一根木头上，寻淮洲说“好，好，好！”表示要继续追击，乐少华没有做声，粟裕以为其也同意，便转身就走。此时乐少华突然跳起来大叫：“站住！妈那个X，政治委员制度不要了！回来！回来！”20师只好停止追击，但当晚军委即来电批评七军团为何不乘胜追击。乐少华以政委名义干预军事指挥，可见一斑。
1934年11月，抗日先遣队转入由方志敏领导的闽浙赣革命根据地，与红十军会合，奉命编为红十军团，乐少华任政治委员。同年12月14日，部队在皖南战斗中失利，乐少华负伤。1935年1月，红十军团最终溃败，乐少华跟随粟裕的先遣部队突围成功。之后由于伤势过重秘密前往上海治疗。1936年8月，乐少华到陕北保安任军委直属政治处主任。
1937年1月，他进入红军大学第二期学习，后任中央组织部干部科副科长，1942年任陕甘宁边区兵工厂厂长。1945年参加了中共七大。
抗战胜利后，乐少华调东北，任鸡西军工办事处主任，负责东北的军工生产。1950年，他任东北工业部副部长兼军工局局长，领导下属的八一、五二等大型军工企业，研制新的武器装备，生产各种枪支、火炮、弹药支援志愿军的抗美援朝战争。其中八一厂成功研制生产了90毫米反坦克火箭弹，在朝鲜战场上发挥了重要作用。
乐少华在“三反”运动中被批判，被「錯誤懷疑有嚴重違法亂紀問題」。1952年1月15日，乐少华在寓所内自杀身亡。1980年5月30日，中共中央对乐少华问题进行重新审查，决定恢复名誉，平反昭雪。